# Апелляционные суды общей юрисдикции
Апелляционные суды общей юрисдикции — органы судебной власти Российской Федерации, входящие в единую многоуровневую систему судов общей юрисдикции. Являются судами апелляционной инстанции для верховных судов республик, краевых, областных судов, судов городов федерального значения, суда автономной области, судов автономных округов.

## История
13 июля 2017 года Пленум Верховного суда РФ принял постановление, согласно которому предусматривается внесение в Государственную думу законопроекта, направленного на создание отдельных апелляционных и кассационных судов общей юрисдикции. Отмечается, что создание межрегиональных судебных инстанций связано с необходимостью обеспечения независимости судов.
Фактически к апелляционным судам переходят полномочия Верховного суда по рассмотрению апелляционных жалоб и представлений на итоговые судебные постановления судов уровня субъекта РФ, принятые ими в качестве суда первой инстанции, а также дел по новым или вновь открывшимся обстоятельствам и осуществлению иных полномочий в соответствии с федеральными законами.
Закон был подписан Президентом России 29 июля 2018 года. Внесенными изменениями создаются пять апелляционных судов общей юрисдикции, которые будут осуществлять свою деятельность в пределах соответствующего судебного апелляционного округа. День начала деятельности указанных судов устанавливается Пленумом Верховного суда РФ не позднее 1 октября 2019 года.

## Структура судов
Апелляционные суды общей юрисдикции имеют в своем составе:
- президиум суда
- судебную коллегию по гражданским делам
- судебную коллегию по административным делам
- судебную коллегию по уголовным делам

## Суды
| Наименование                                 | Место постоянного пребывания | Рассматривает в качестве суда апелляционной инстанции дела по жалобам, представлениям на судебные акты | Официальный сайт |
| -------------------------------------------- | ---------------------------- | --- | ---------------- |
| Первый апелляционный суд общей юрисдикции    | Москва                       | Верховного суда Донецкой Народной Республики, Верховного суда Луганской Народной Республики, Белгородского областного суда, Брянского областного суда, Владимирского областного суда, Воронежского областного суда, Запорожского областного суда, Ивановского областного суда, Калининградского областного суда, Калужского областного суда, Костромского областного суда, Курского областного суда, Липецкого областного суда, Московского областного суда, Новгородского областного суда, Орловского областного суда, Псковского областного суда, Рязанского областного суда, Смоленского областного суда, Тамбовского областного суда, Тверского областного суда, Тульского областного суда, Херсонского областного суда, Ярославского областного суда, Московского городского суда. | 1ap.sudrf.ru     |
| Второй апелляционный суд общей юрисдикции    | Санкт-Петербург              | Верховного суда Республики Карелия, Верховного суда Республики Коми, Архангельского областного суда, Вологодского областного суда, Курганского областного суда, Ленинградского областного суда, Мурманского областного суда, Свердловского областного суда, Тюменского областного суда, Челябинского областного суда, Санкт-Петербургского городского суда, суда Ненецкого автономного округа, суда Ханты-Мансийского автономного округа — Югры, суда Ямало-Ненецкого автономного округа. | 2ap.sudrf.ru     |
| Третий апелляционный суд общей юрисдикции    | Сочи                         | Верховного суда Республики Адыгея (Адыгея), Верховного суда Республики Дагестан, Верховного суда Республики Ингушетия, Верховного суда Кабардино-Балкарской Республики, Верховного суда Республики Калмыкия, Верховного суда Карачаево-Черкесской Республики, Верховного суда Республики Крым, Верховного суда Республики Северная Осетия — Алания, Верховного суда Чеченской Республики, Краснодарского краевого суда, Ставропольского краевого суда, Астраханского областного суда, Волгоградского областного суда, Ростовского областного суда, Севастопольского городского суда. | 3ap.sudrf.ru     |
| Четвёртый апелляционный суд общей юрисдикции | Нижний Новгород              | Верховного суда Республики Башкортостан, Верховного суда Республики Марий Эл, Верховного суда Республики Мордовия, Верховного суда Республики Татарстан, Верховного суда Удмуртской Республики, Верховного суда Чувашской Республики, Пермского краевого суда, Кировского областного суда, Нижегородского областного суда, Оренбургского областного суда, Пензенского областного суда, Самарского областного суда, Саратовского областного суда, Ульяновского областного суда. | 4ap.sudrf.ru     |
| Пятый апелляционный суд общей юрисдикции     | Новосибирск                  | Верховного суда Республики Алтай, Верховного суда Республики Бурятия, Верховного суда Республики Саха (Якутия), Верховного суда Республики Тыва, Верховного суда Республики Хакасия, Алтайского краевого суда, Забайкальского краевого суда, Камчатского краевого суда, Красноярского краевого суда, Приморского краевого суда, Хабаровского краевого суда, Амурского областного суда, Иркутского областного суда, Кемеровского областного суда, Магаданского областного суда, Новосибирского областного суда, Омского областного суда, Сахалинского областного суда, Томского областного суда, суда Еврейской автономной области, суда Чукотского автономного округа. | 5ap.sudrf.ru     |